# Lynn Schreyer
Lynn G. Schreyer (anteriormente Lynn Laverne Schreyer Bennethum; ) é uma matemática aplicada estadunidense, cuja pesquisa diz respeito à modelagem matemática de meios porosos. É professora associada de matemática e estatística na Universidade Estadual de Washington, ex presidente do Activity Group on Geosciences da Society for Industrial and Applied Mathematics (SIAM).

## Formação e carreira
Schreyer estudou engenharia mecânica na Universidade do Novo México, graduando-se magna cum laude em 1986. Depois de obter um mestrado em engenharia mecânica na Northwestern University em 1988, mudou para matemática, obtendo um segundo mestrado em 1990 e um Ph.D. em 1994, ambos pela Universidade Purdue. Sua tese, Multiscale Hybrid Mixture Theory for Swelling Systems with Interfaces, foi orientada conjuntamente por Jim Douglas Jr. e John Howard Cushman.
Após pesquisa de pós-doutorado em agronomia em Purdue, Schreyer tornou-se professora assistente de matemática na Universidade do Colorado em Denver, ganhando estabilidade (tenure) como professora associada em 2002. Foi para seu cargo atual na Universidade Estadual de Washington em 2016
Schreyer presidiu o Activity Group on Geosciences (SIAG-GS) da Society for Industrial and Applied Mathematics (SIAM) de 2004 a 2006.